# Pinus attenuata
Pinus attenuata, el pino de Eldorado, es una especie arbórea de la familia de las pináceas. Crece en los climas suaves en suelos pobres. Su área de distribución va desde las montañas del sur de Oregón hasta Baja California con la mayor concentración en el norte de California y la frontera entre Oregón y California.
Este pino alcanza alturas de 8-24 m; sin embargo, puede ser un arbusto en lugares especialmente pobres. Prefiere suelos de montaña rocosos secos.

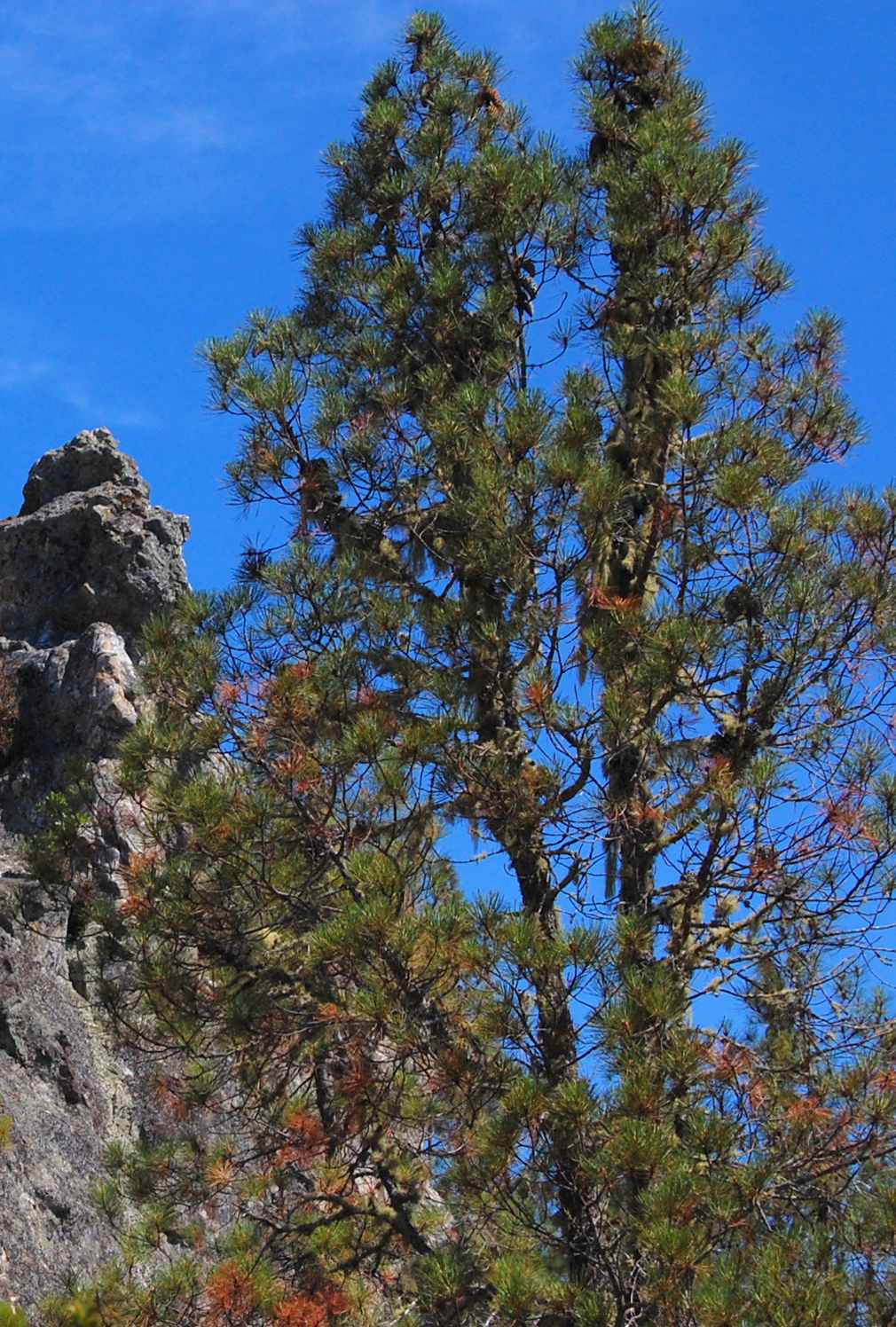
Vista general del árbol

## Morfología
La corona del pino de Eldorado es normalmente cónico con un tronco recto. La corteza es suave, escamosa y de color pardo grisáceo cuando son jóvenes, haciéndose marrón rojo grisáceo oscuro y arrugado superficialmente con crestas escamosas planas. Las ramillas son de color pardo rojizo y a menudo resinosas.
Las hojas están en fascículos de tres, aciculares, verde amarillento, retorcido y 9-15 cm de largo. Los conos tienen 8-16 cm de largo y concentrado en racimos de 3 a 6 en las ramas. Las escamas acaban en una espina robusta corta. Los conos permanecen cerrados durante muchos años hasta que un incendio las abre y permite la resiembra. Como resultado, los conos pueden incluso quedar alojadas en el tronco conforme el árbol crece.

## Ecología
El pino de Eldorado forma grupos casi puros, sin embargo puede hibridar con el pino obispo - Pinus muricata y con el pino insigne - Pinus radiata en la costa. Al pie de las colinas occidentales de Sierra Nevada, el pino de Eldorado es a menudo dominante junto con Quercus douglasii.

## Taxonomía
Pinus attenuata fue descrita por John Gill Lemmon  y publicado en Mining Sci. Press 64: 45. 1892.
Etimología
Pinus: nombre genérico dado en latín al pino.
attenuata: epíteto latino que significa "débil".
Sinonimia
- Pinus californica Hartw.
- Pinus californica Hook. & Arn.
- Pinus tuberculata Gordon
- Pinus tuberculata var. acuta Mayr[9][10]